# Proissans
 Proissans  (en occitano Pruissans) es una población y comuna francesa, situada en la región de Aquitania, departamento de Dordoña, en el distrito de Sarlat-la-Canéda y cantón de Sarlat-la-Canéda.

## Demografía
| 561 | 520 | 500 | 591 | 692 | 761 |
| Para los censos de 1962 a 1999 la población legal corresponde a la población sin duplicidades (Fuente: INSEE [Consultar]) |     |     |     |     |     |